# 1908年全米選手権 (テニス)
1908年 全米選手権（1908ねんぜんべいせんしゅけん）に関する記事。

## 大会の流れ
- 1881年から1967年まで、全米選手権は各部門が個別の名称を持ち、大会会場も別々のテニスクラブで開かれた。これが他の3つのテニス4大大会と大きく異なる点である。
  - 男子シングルス　名称：全米シングルス選手権（U.S. National Singles Championship）／会場：ロードアイランド州、ニューポート・カジノ　（最初の会場、1914年まで）
  - 男子ダブルス　名称：全米ダブルス選手権（U.S. National Doubles Championship）／会場：ロードアイランド州、ニューポート・カジノ　（最初の会場に戻る。1894年-1914年まで）
  - 女子シングルス　名称：全米女子シングルス選手権（U.S. Women's National Singles Championship）／会場：ペンシルベニア州、フィラデルフィア・クリケット・クラブ　（女子部門競技はすべてこの会場、1887年-1920年まで）
  - 女子ダブルス　名称：全米女子ダブルス選手権（U.S. Women's National Doubles Championship）／会場：フィラデルフィア・クリケット・クラブ　（1889年-1920年まで）
  - 混合ダブルス　名称：全米混合ダブルス選手権（U.S. Mixed Doubles Championship）／会場：フィラデルフィア・クリケット・クラブ　（1892年-1920年まで）
- 男女シングルスでは、「チャレンジ・ラウンド」（Challenge Round, 挑戦者決定戦）と「オールカマーズ・ファイナル」（All-Comers Final）で優勝を決定した。男子シングルスでは第4回大会の1884年から実施されてきたが、女子シングルスは第2回競技の1888年から行われた。
  - 大会前年度優勝者を除く選手は「チャレンジ・ラウンド」に出場し、前年度優勝者への挑戦権を争う。前年度優勝者は、無条件で「オールカマーズ・ファイナル」に出場できる。チャレンジ・ラウンドの勝者と前年度優勝者による「オールカマーズ・ファイナル」で、当年度の選手権優勝者を決定した。
- 初期の全米選手権のように、外国人出場者が少なかった時期は、地元アメリカ人選手の国籍表示を省略する。

## 大会前年度優勝者
- 男子シングルス：ウィリアム・ラーンド
- 女子シングルス：イブリン・シアーズ
- 男子ダブルス：フレッド・アレクサンダー＆ハロルド・ハケット
- 女子ダブルス：キャリー・ニーリー＆マリー・ワイマー
- 混合ダブルス：ウォレス・ジョンソン＆メイ・セイヤーズ

## 男子シングルス

### チャレンジラウンド
準々決勝
- フレッド・アレクサンダー vs. フランク・サロウェイ　6-1, 6-3, 6-1
- ウィリアム・クローシャー vs. グスタブ・タッチャード　6-1, 8-6, 6-0
- ナット・エマーソン vs. ジェッド・ジョーンズ　6-8, 10-8, 6-1, 2-6, 9-7
- ビールズ・ライト vs. ヘンリー・トランス・ジュニア　6-3, 6-1, 6-3

準決勝
- フレッド・アレクサンダー vs. ウィリアム・クローシャー　7-5, 7-5, 6-3
- ビールズ・ライト vs. ナット・エマーソン　6-2, 6-4, 5-7, 6-3

決勝
- ビールズ・ライト vs. フレッド・アレクサンダー　6-3, 6-3, 6-3

### オールカマーズ決勝
- ウィリアム・ラーンド vs. ビールズ・ライト　6-1, 6-2, 8-6　（ラーンドが本大会の優勝者になる。2年連続4度目）

## 女子シングルス

### チャレンジラウンド
準々決勝
- エディット・ロッチ vs. ヘレン・パウチ　2-6, 7-5, 6-1
- モード・バーガー＝ウォラック vs. マチルダ・ボーダ　6-3, 6-2
- マーガレット・ジョンソン vs. エリナー・コーエン　8-6, 6-2
- マリー・ワーグナー vs. キャリー・ニーリー　6-4, 4-6, 7-5

準決勝
- モード・バーガー＝ウォラック vs. エディット・ロッチ　6-2, 6-4
- マリー・ワーグナー vs. マーガレット・ジョンソン　7-5, 6-2

決勝
- モード・バーガー＝ウォラック vs. マリー・ワーグナー　4-6, 6-1, 6-3

### オールカマーズ決勝
- モード・バーガー＝ウォラック vs. イブリン・シアーズ　6-3, 1-6, 6-3　（バーガー＝ウォラックが本大会の優勝者になる）

## 決勝戦の結果
- 男子シングルス：ウィリアム・ラーンド vs. ビールズ・ライト　6-1, 6-2, 8-6　［オールカマーズ決勝］
- 女子シングルス：モード・バーガー＝ウォラック vs. イブリン・シアーズ　6-3, 1-6, 6-3　［オールカマーズ決勝］
- 男子ダブルス：フレッド・アレクサンダー＆ハロルド・ハケット vs. ビールズ・ライト＆レイモンド・リトル　6-1, 7-5, 6-2
- 女子ダブルス：イブリン・シアーズ＆マーガレット・カーチス vs. キャリー・ニーリー＆マリオン・スティーバー　6-3, 5-7, 9-7
- 混合ダブルス：ナサニエル・ナイルズ＆エディット・ロッチ vs. レイモンド・リトル＆ルイーズ・ハモンド　6-4, 4-6, 6-4